# Andrej Kvašňák
Andrej Kvašňák (19 mei 1936 – 18 april 2007) was een Slowaaks voetballer. Hij kwam in 47 wedstrijden uit voor het nationaal voetbalelftal van Tsjecho-Slowakije, waarin hij 13 keer tot scoren kwam.
Hij was ook een onderdeel van het Tsjecho-Slowaaks voetbalelftal op het WK van 1962, waar Tsjecho-Slowakije als tweede eindigde. Ook op het WK van 1970 maakte hij deel uit van de Tsjecho-Slowaakse selectie.
Hij is voornamelijk bekend van zijn periode bij Sparta Praag, in België is hij dan weer bekend omwille van zijn periode bij Racing Mechelen.